# Take Me Home Tour (One Direction)
Take Me Home Tour er den anden koncertturné af det britisk-irske boy band One Direction. Turnéen vil besøge Storbritannien, Irland, Nordamerika og Australasien og Danmark. Turnéen forventes at udvide, med koncerter i Europa.

## Baggrund
Den 21. februar 2012, deltog One Direction under BRIT Awards 2012, hvor de modtog BRIT Award for Bedste britiske single for deres debutsingle "What Makes You Beautiful". Under One Directions takketale da de modtog BRIT Award for Bedste britiske single, udtalte medlemmet Liam Payne at det ville gå i gang med at forberede deres første arena-koncertturné. Det blev senere rapporteret at turnéen ville bestå af femten koncerter i hele Storbritannien og Irland. One Direction's officielle hjemmeside bekræftede senere, at biletterne ville blive sat til salg den, 25. februar, 2012. Under One Directions takketale ved BRIT Awards 2012, udtalte Liam Payne, 
"Selvfølgelig ville vi være ingenting uden vores backstage, så jeg vil gerne takke alle, Simon Cowell, Sony og alle i Syco, allesammen fra Modest Management og at være på denne scene er helt fantastisk og vi kommer til at lave en arena-koncertturné så vi er meget smigret".

Den 12. april 2012 annoncerede gruppen, at det også ville besøge Nordamerika som en del af 2013 World Tour. Den nordamerikanske turné vil løbe igennem 25 byer, begyndende i Fort Lauderdale, Florida, den 13. juni, 2013 og vil bl.a. stoppe i New York City, Chicago, Denver, Montreal og Las Vegas før den stopper i Los Angeles den 7. august 2013. Billetterne til den nordamerikanske turné vil blive sat til salg den 21. april 2012 på Ticketmaster.com og LiveNation.com. Niall Horan udtalte i en erklæring til MTV News, 
"Vores fans er simpelthen de bedste i verden. Den støtte, de har vist os, har været utrolig, og vi er alle så taknemmelig for hver og en af dem. Vi kan ikke vente med at se dem alle denne sommer, på Madison Square Garden og selvfølgelig også når vi spiller vores verdensturnée i 2013."
Den 18. april 2012, blev det annonceret at turnéen også vil besøge Australasien. Den australasiatiske turné vil begynde i Brisbane den 13. september, 2013 og vil arbejde sig ned til Sydney, Melbourne og Adelaide inden turen går vestpå til Perth. Turnéen vender bagefter tilbage til østkysten med yderligere fem koncerter før den rejser til New Zealand med tre koncerter. Billetterne til turnéen i Australasien blev sat til salg den 28. april 2012, bortset fra til koncerterne i Pert, der blev sat til salg den 28. juni2012. Turnéen forventes at blive udvidet, med koncerter til Europa.
.

## Kommerciel modtagelse
Gruppen annoncerede først deres 15 koncerter i Irland og Storbritannien. Gruppen tilføjede ekstra koncerter i Storbritannien og Irland på grund af en stor efterspørgsel, herunder matiné-optrædener på forskellige datoer. One Direction annoncerede deres ekstra koncerter på deres Twitter-konto morgenen efter at billetterne blev sat til salg. Billetterne i Storbritannien og Irland blev sat til salg den 25. februar, 2012. Billetsalget nåede 300,000 indenfor en dag, dagen efter frigivelsen. De originale biletter blev udsolgt på få minutter — med 1,000 solgte pr. minut, hvorefter de tilføjede to-tre ekstra koncerter i hver by. En af det mest bemærkelsesværdige datoer skal finde sted på London's The O2 Arena med seks koncerter, mens det fire koncerter til Dublin's The O2 også blev udsolgt indenfor en time — det samme med de fire koncerter Odyssey Arena, Belfast. I Nordamerika, tilføjede gruppen yderligere koncerter på grund af "overvældende efterspørgsel". Biletterne til de ekstra koncerter blev sat til salg i maj 2012. I Australien og New Zealand, har de allerede solgt billetter, for $15.7 millioner, til de atten koncerter i Australien og New Zealand. Der var 190,000 billetter til salg, og koncerterne skal foregå i september 2013. Tickets for the Perth show, which went on sale later than the rest of Australia, sold out in six minutes.
I maj 2012, bemærkede Andy Greene, redaktør på Rolling Stone, "Det [One Direction] arbejder ligesom hunde", da Greene snakkede om det daværende rygter omkring One Directions ekstra koncerter under 2013 World Tour. The Daily Star Sunday afslørede at flere af deres 94 koncerter i 2013 allerede var udsolgte og de derfor tilføjede 25 ekstra koncerter i 20 amerikanske byer. Andre rapporterede at biletpriserne ville være på omkring lidt over £200, "One Direction's indkomst kunne sammenlignes med store rocklegender såsom U2 og The Rolling Stones". Rolling Stones Greene erklærede: "Jeg har aldrig hørt om et band der annoncerede deres anden turné før den første var ovre. Det er vanvittigt – det arbejder ligesom hunde samtidig med at de tjener kassen." One Direction vil til den tid have lavet mindst 171 koncerter efter deres optræden på Vector Arena i Auckland, New Zealand, i oktober 2013.

## Opvarmningsbands
- Camryn (Europa) [23]
- 5 Seconds of Summer (Europa, Amerika og Australien) [24]

## Sange
1. "Up All Night"
2. "I Would"
3. "Heart Attack"
4. "More than This"
5. "Loved You First"
6. "One Thing"
7. "C"mon, C"mon"
8. "Change My Mind"
9. "One Way or Another (Teenage Kicks)"
10. "Last First Kiss"
11. "Moments"
12. "Back for You"
13. "Summer Love"
14. "Over Again"
15. "Little Things"
16. "Teenage Dirtbag" (Wheatus-cover)
17. "Rock Me"
18. "She's Not Afraid"
19. "Kiss You"
20. "Live While We're Young"
21. "What Makes You Beautiful"

Kilde:

## Turnedatoer
| Dato                | By                          | Land         | Arena                                     |
| Europa              | Europa                      | Europa       | Europa                                    |
| ------------------- | --------------------------- | ------------ | ----------------------------------------- |
| 23. februar, 2013   | London                      | England      | The O2 Arena                              |
| 24. februar, 2013   | London                      | England      | The O2 Arena                              |
| 26. februar, 2013   | Glasgow                     | Skotland     | Scottish Exhibition and Conference Centre |
| 27. februar, 2013   | Glasgow                     | Skotland     | Scottish Exhibition and Conference Centre |
| 1. marts, 2013      | Cardiff                     | Wales        | Motorpoint Arena Cardiff                  |
| 2. marts, 2013      | Cardiff                     | Wales        | Motorpoint Arena Cardiff                  |
| 5. marts, 2013      | Dublin                      | Irland       | The O2                                    |
| 6. marts, 2013      | Dublin                      | Irland       | The O2                                    |
| 7. marts, 2013      | Belfast                     | Nordirland   | Odyssey Arena                             |
| 8. marts, 2013      | Belfast                     | Nordirland   | Odyssey Arena                             |
| 10. marts, 2013     | Belfast                     | Nordirland   | Odyssey Arena                             |
| 11. marts, 2013     | Belfast                     | Nordirland   | Odyssey Arena                             |
| 12. marts, 2013     | Dublin                      | Irland       | The O2                                    |
| 13. marts, 2013     | Dublin                      | Irland       | The O2                                    |
| 16. marts, 2013     | Manchester                  | England      | Manchester Arena                          |
| 17. marts, 2013     | Liverpool                   | England      | Echo Arena Liverpool                      |
| 19. marts, 2013     | Sheffield                   | England      | Motorpoint Arena Sheffield                |
| 20. marts, 2013     | Nottingham                  | England      | Capital FM Arena Nottingham               |
| 22. marts, 2013     | Birmingham                  | England      | LG Arena                                  |
| 23. marts, 2013     | Birmingham                  | England      | LG Arena                                  |
| 31. marts, 2013     | Liverpool                   | England      | Echo Arena Liverpool                      |
| 1. april, 2013      | London                      | England      | The O2 Arena                              |
| 2. april, 2013      | London                      | England      | The O2 Arena                              |
| 4. april, 2013      | London                      | England      | The O2 Arena                              |
| 5. april, 2013      | London                      | England      | The O2 Arena                              |
| 8. april, 2013      | Newcastle                   | England      | Metro Radio Arena                         |
| 9. april, 2013      | Newcastle                   | England      | Metro Radio Arena                         |
| 10. april, 2013     | Newcastle                   | England      | Metro Radio Arena                         |
| 12. april, 2013     | Glasgow                     | Skotland     | Scottish Exhibition and Conference Centre |
| 13. april, 2013     | Sheffield                   | England      | Motorpoint Arena Sheffield                |
| 14. april, 2013     | Sheffield                   | England      | Motorpoint Arena Sheffield                |
| 16. april, 2013     | Nottingham                  | England      | Capital FM Arena                          |
| 17. april, 2013     | Birmingham                  | England      | LG Arena                                  |
| 19. april, 2013     | Manchester                  | England      | Manchester Arena                          |
| 29. april, 2013     | Paris                       | Frankrig     | Palais Omnisports de Paris-Bercy          |
| 30. april, 2013     | Amnéville                   | Frankrig     | Galaxie Amnéville                         |
| 1. maj, 2013        | Antwerp                     | Belgien      | Sportpaleis                               |
| 3. maj, 2013        | Amsterdam                   | Nederlandene | Ziggo Dome                                |
| 4. maj, 2013        | Oberhausen                  | Tyskland     | König Pilsener Arena                      |
| 5. maj, 2013        | Herning                     | Danmark      | Jyske Bank Boxen                          |
| 7. maj, 2013        | Baerum                      | Norge        | Telenor Arena                             |
| 8. maj, 2013        | Stockholm                   | Sverige      | Friends Arena                             |
| 10. maj, 2013       | København                   | Danmark      | Forum København                           |
| 11. maj, 2013       | Berlin                      | Tyskland     | O2 World Berlin                           |
| 12. maj, 2013       | Hamborg                     | Tyskland     | O2 World Hamburg                          |
| 16. maj, 2013       | Zürich                      | Schweiz      | Hallenstadion                             |
| 17. maj, 2013       | München                     | Tyskland     | Olympiahalle                              |
| 19. maj, 2013       | Verona                      | Italien      | Verona Arena                              |
| 20. maj, 2013       | Milano                      | Italien      | Mediolanum Forum                          |
| 22. maj, 2013       | Barcelona                   | Spanien      | Pavelló Olímpic de Badalona               |
| 24. maj, 2013       | Madrid                      | Spanien      | Palacio Vistalegre                        |
| 25. maj, 2013       | Madrid                      | Spanien      | Palacio Vistalegre                        |
| 26. maj, 2013       | Lissabon                    | Portugal     | Pavilhão Atlântico                        |
| Nordamerika         |                             |              |                                           |
| 8. juni, 2013       | Mexico City                 | Mexico       | Foro Sol                                  |
| 9. juni, 2013       | Mexico City                 | Mexico       | Foro Sol                                  |
| 13. juni, 2013      | Sunrise, Florida            | USA          | BB&T Center                               |
| 14. juni, 2013      | Miami                       | USA          | American Airlines Arena                   |
| 16. juni, 2013      | Louisville                  | USA          | KFC Yum! Center                           |
| 18. juni, 2013      | Columbus, Colombus          | USA          | Nationwide Arena                          |
| 19. juni, 2013      | Nashville, Tennessee        | USA          | Bridgestone Arena                         |
| 21. juni, 2013      | Atlanta                     | USA          | Philips Arena                             |
| 22. juni, 2013      | Raleigh, North Carolina     | USA          | PNC Arena                                 |
| 23. juni, 2013      | Washington, D.C.            | USA          | Verizon Center                            |
| 25. juni, 2013      | Philadelphia                | USA          | Wells Fargo Center                        |
| 26. juni, 2013      | Mansfield, Massachusetts    | USA          | Comcast Center                            |
| 28. juni, 2013      | Wantagh, New York           | USA          | Nikon at Jones Beach Theater              |
| 29. juni, 2013      | Wantagh, New York           | USA          | Nikon at Jones Beach Theater              |
| 2. juli, 2013       | East Rutherford, New Jersey | USA          | Izod Center                               |
| 4. juli, 2013       | Montreal                    | Canada       | Bell Centre                               |
| 5. juli, 2013       | Hershey, Pennsylvania       | USA          | Hersheypark Stadium                       |
| 6. juli, 2013       | Hershey, Pennsylvania       | USA          | Hersheypark Stadium                       |
| 8. juli, 2013       | Pittsburgh                  | USA          | Consol Energy Center                      |
| 9. juli, 2013       | Toronto                     | Canada       | Air Canada Centre                         |
| 10. juli, 2013      | Toronto                     | Canada       | Air Canada Centre                         |
| 12. juli, 2013      | Auburn Hills, Michigan      | USA          | The Palace of Auburn Hills                |
| 13. juli, 2013      | Tinley Park, Illinois       | USA          | First Midwest Bank Amphitheatre           |
| 14. juli, 2013      | Tinley Park, Illinois       | USA          | First Midwest Bank Amphitheatre           |
| 18. juli, 2013      | Minneapolis                 | USA          | Target Center                             |
| 19. juli, 2013      | Kansas City, Missouri       | USA          | Sprint Center                             |
| 21. juli, 2013      | Houston                     | USA          | Toyota Center                             |
| 22. juli, 2013      | Dallas                      | USA          | American Airlines Center                  |
| 24. juli, 2013      | Denver                      | USA          | Pepsi Center                              |
| 25. juli, 2013      | West Valley City, Utah      | USA          | Maverik Center                            |
| 27. juli, 2013      | Vancouver                   | Canada       | Rogers Arena                              |
| 28. juli, 2013      | Seattle                     | USA          | KeyArena                                  |
| 30. juli, 2013      | San Jose, Californien       | USA          | HP Pavilion at San Jose                   |
| 31. juli, 2013      | Oakland, Californien        | USA          | Oracle Arena                              |
| 2. august, 2013     | Las Vegas                   | USA          | Mandalay Bay Events Center                |
| 3. august, 2013     | Las Vegas                   | USA          | Mandalay Bay Events Center                |
| 4. august, 2013     | Chula Vista, Californien    | USA          | Cricket Wireless Amphitheatre             |
| 6. august, 2013     | Chula Vista, Californien    | USA          | Cricket Wireless Amphitheatre             |
| 7. august, 2013     | Los Angeles                 | USA          | Staples Center                            |
| 8. august, 2013     | Los Angeles                 | USA          | Staples Center                            |
| 9. august, 2013     | Los Angeles                 | USA          | Staples Center                            |
| 10. august, 2013    | Los Angeles                 | USA          | Staples Center                            |
| Australasien        |                             |              |                                           |
| 23. september, 2013 | Adelaide                    | Australien   | Adelaide Entertainment Centre             |
| 24. september, 2013 | Adelaide                    | Australien   | Adelaide Entertainment Centre             |
| 25. september, 2013 | Adelaide                    | Australien   | Adelaide Entertainment Centre             |
| 28. september, 2013 | Perth                       | Australien   | Perth Arena                               |
| 29. september, 2013 | Perth                       | Australien   | Perth Arena                               |
| 2. oktober, 2013    | Melbourne                   | Australien   | Rod Laver Arena                           |
| 3. oktober, 2013    | Melbourne                   | Australien   | Rod Laver Arena                           |
| 5. oktober, 2013    | Sydney                      | Australien   | Allphones Arena                           |
| 6. oktober, 2013    | Sydney                      | Australien   | Allphones Arena                           |
| 10. oktober, 2013   | Christchurch                | New Zealand  | CBS Canterbury Arena                      |
| 12. oktober, 2013   | Auckland                    | New Zealand  | Vector Arena                              |
| 13. oktober, 2013   | Auckland                    | New Zealand  | Vector Arena                              |
| 16. oktober, 2013   | Melbourne                   | Australien   | Rod Laver Arena                           |
| 17. oktober, 2013   | Melbourne                   | Australien   | Rod Laver Arena                           |
| 19. oktober, 2013   | Brisbane                    | Australien   | Brisbane Entertainment Centre             |
| 20. oktober, 2013   | Brisbane                    | Australien   | Brisbane Entertainment Centre             |
| 21. oktober, 2013   | Brisbane                    | Australien   | Brisbane Entertainment Centre             |
| 23. oktober, 2013   | Sydney                      | Australien   | Allphones Arena                           |
| 24. oktober, 2013   | Sydney                      | Australien   | Allphones Arena                           |
| 25. oktober, 2013   | Sydney                      | Australien   | Allphones Arena                           |
| 26. oktober, 2013   | Sydney                      | Australien   | Allphones Arena                           |
| 28. oktober, 2013   | Melbourne                   | Australien   | Rod Laver Arena                           |
| 29. oktober, 2013   | Melbourne                   | Australien   | Rod Laver Arena                           |
| 30. oktober, 2013   | Melbourne                   | Australien   | Rod Laver Arena                           |
| Asien               |                             |              |                                           |
| 2 November 2013     | Ukendt                      | Japan        | Ukendt                                    |
| 3. november, 2013   | Ukendt                      | Japan        | Ukendt                                    |